# 潛龍諜影V 原爆點
《潛龍諜影V 原爆點》是2014年發售，由小岛工作室開發的潛龍諜影系列遊戲。由小岛工作室研發的遊戲引擎「狐引擎」（FOX Engine）打造。故事的時間點設定在《潛龍諜影 和平先驅》之後。
這部本傳作品被公佈為2個不同的項目，一個是在潛龍諜影25週年紀念會上公佈，名為《原爆點》，另一個則是由Moby Dick Studio開發的《幻痛》（日語：ファントムペイン）。至2013年3月官方網站正式上線，名稱才確定為《潛龍諜影V 幻痛》。2013年11月11日，科樂美數位娛樂宣布《潛龍諜影V 原爆點》獨立於2014年春季發行。2014年德國科隆游戏展上，小島秀夫宣佈原爆點在同年會藉由Steam登上電腦平台。

## 劇情概要
1975年，在和平先驅事件後，聯合國對「無國境軍隊」（国境なき軍隊 / Militaires Sans Frontières：MSF）的母基地提出了核子武器的檢查要求；同時間軍隊的副手參謀和平·米勒（Kazuhira Miller）得到了情報，落海的多面間諜帕姿（Paz Ortega Andrade）並沒有死亡，而是被漁夫救起後被監禁在美國位於古巴的集中營奧米加營（Camp Omega）內，且出身FSLN的童兵奇可（Chico）也一同被囚禁，為了防止母基地擁有核彈頭以及二足兵器ZEKE的秘密被洩漏，被稱為傳說中的傭兵、無國界軍隊之首、擁有大頭目（Big Boss）稱號的男人：裸蛇（Naked Snake），決定隻身潛入集中營進行營救兩人的任務。

## 任务
原爆点为同一地图衍生出不同任务，不同任务均有相应故事背景交代：
- Ground Zeroes（原爆点） — 为该游戏的主线任务
- Eliminate the Renegade Threat — 抹除一对精英狙击手
- Intel Operative Rescue（营救情报人员） — 强袭基地进行人员营救，小岛秀夫在该任务中客串所营救的情报人员
- Classified Intel Acquisition（机密情报获取） — 潜入基地获得记录有机密情报的磁带
- Destroy the Anti-Air Emplacements（防空火力摧毁） — 针对该基地的防空火力进行摧毁，确保后续行动

### 平台獨佔任務
在遊戲發行初期兩大系統主機上各有不同的獨佔任務；
PlayStation 3、PlayStation 4：Déjà Vu Mission（既視感任務）：
玩家可化身為潛龍諜影中的固蛇(Big Boss的複製人)。
Xbox 360、Xbox One：Jamais Vu Mission（未視感任務）：
玩家可化身為潛龍諜影崛起：再復仇中的雷電。
2014年5月1日遊戲更新後，開放所有獨佔任務供所有平台。

## 登場角色
- Naked Snake(裸蛇)／Big Boss

（3D掃描、動態捕捉及英文配音：基佛·蘇德蘭／日文配音：大塚明夫）
原名John Doe 。本CIA所屬特殊部隊FOX隊員，是將世界從瀕臨全面核子戰爭的邊緣中拯救出來的男人，被人稱做Big Boss（详见潛龍諜影3 食蛇者剧情）。之後於1970年離開美國成立了一支叫"無國界軍隊"的傭兵團，又在1974年阻止了CIA與KGB的陰謀再度阻止核戰並拯救了美國與哥斯大黎加（详见潛龍諜影 和平先驅剧情）。為了拯救同伴Chico與Paz而獨自潛入敵方基地，卻因此使無國界軍隊總部遭Skull Face洗劫。
- Kazuhira Miller

（英文配音：Robin Atkin Downes／日文配音：杉田智和）
Naked Snake的副官，無國界軍隊的副司令，日美混血兒。知道Paz還存活的消息後請求Naked Snake將其救出。
- Skull Face

（英文配音：James Horan／日文配音：土師孝也）
神秘部隊XOF的指揮官。
- Paz Ortega Andrade

（英文配音：Tara Strong／日文配音：水樹奈奈）
潛龍諜影 和平先驅的女主角，1974年本來自稱是來自哥斯大黎加的16歲少女，後來於和平先驅結局裡表明了自己Cipher的特工的真實身分，操作AI兵器ZEKE與Naked Snake交戰並被擊敗之後下落不明。之後存活了下來，但是被Skull Face抓住並加以施暴。
- Chico

（英文配音：Antony Del Rio／日文配音：井上喜久子）
FSLN司令Amanda的弟弟，喜歡Paz。於1974年目睹Paz破壞ZEKE，認為自己對Paz被抓住一事有所責任而決定獨自救出Paz，卻被Skull Face抓住並遭到施暴。

## 主角配音變更
於2013年六月六日科樂美公布之2013E3展前導影片，公開了主角Naked Snake的英文配音以及臉部動態捕捉將由影星基佛·蘇德蘭擔任。

## 音乐
《潛龍諜影V 原爆點》的主题曲选自英国著名摇滚歌手麦克·欧菲尔德在2014年推出的专辑《Man on the Rocks》中的“Nuclear”，插曲選取1971年電影《死刑台的旋律》主題曲“Here's to You”。

## 資料來源
1. ↑  .   [2013-12-04]. （原始内容存档于2021-01-12）.
2. ↑  .   [2013-12-04]. （原始内容存档于2017-01-20）.
3. ↑  科樂美新聞稿 的存檔，存档日期2014-04-19.
4. ↑  .   [2014-08-13]. （原始内容存档于2021-02-08）.
5. ↑  .   [2013-12-10]. （原始内容存档于2017-01-14）.
6. ↑  .   [2013-12-04]. （原始内容存档于2020-12-25）.

## 外部連結
- 潛龍諜影V官方網站 （页面存档备份，存于） （日語）（英文）
- 潛龍諜影25週年特設網站 （页面存档备份，存于） （日語）